# Bronowice (Lublin)
Bronowice – dzielnica Lublina we wschodniej części miasta.

## Historia
Bronowice (w 1342 „Brunouicze ar.”, 1409 „Brunowicze”, 1457 „Bronowicze”) były wsią położoną na południe od Lublina. W wiekach średnich należały do powiatu i parafii Lublin. W 1342 Kazimierz III Wielki sprzedał Bronowice wójtowi lubelskiemu. W 1409 dziedzicami wsi byli Ocalicza z Bronowic, bracia Pecz i Marcin z Bronowic. W 1457 dziedziczką była Anna Goczałkówna z Bronowic. Cztery lata później podkomorzy lubelski ustanowił granice między Bronowicami a wsią Tatary: od niwy za szpitalem lubelskim do Czechówki. W 1465 dziedzicami byli Stanisław (Morsztyn) i jego żona Katarzyna. W latach 1470–1480 do 1529 wieś oddawała plebanowi lubelskiemu dziesięcinę wartości 4 grzywien z folwarku i łanów kmiecych. W 1504 rajcy lubelscy kupili Bronowice od synów śp. Stanisława Morsztyna, wójta lubelskiego. W 1530 granicami Bronowic z Tatarami były: od Bystrzycy i brzegu stawu, koło łanu zwanego Lyczkowskie, do drogi z Dziesiątej i Bronowic do Lublina, do granic z Dziesiątą.
W XIX wieku powstał na terenie dzielnicy Park Bronowicki, a w XX wieku naprzeciw niego wybudowano Kościół pw. św. Michała Archanioła.
W latach 30. XX wieku była uważana za najbardziej niebezpieczną dzielnicę Lublina.

## Administracja
Granice dzielnic administracyjnych Bronowic określa statut dzielnicy uchwalony 19 lutego 2009. Granice Bronowic tworzą: od północy Bystrzyca – ul. Mieszczańska – ul. Mieszczańska w kierunku torów PKP – tory PKP, od wschodu ul. A. Walentynowicz i H. Ordonówny, od południa ul. Droga Męczenników Majdanka, a od zachodu Czerniejówka.
Bronowice mają powierzchnię 2,51 km². Według stanu na 30 czerwca 2018 na pobyt stały na Bronowicach było zarejestrowanych 14 683 osób.